# 山形福音伝道隊
山形福音伝道隊（やまがたふくいんでんどうたい）は、主に山形県で活動する日本のバプテスト系の伝道団体。

## 沿革
1948年6月15日にアメリカ人宣教師ジョセフ・G・ミーコと宣教師の通訳の陶山節子が山形市で伝道活動を開始した。1949年6月山形バプテスト教会（現山形第一聖書バプテスト教会）を創立する。1951年5月27日に日本伝道隊にあやかって福音伝道隊という名称の協力団体が結成される。1952年夏のミーコ宣教師の帰国に伴い、ミーコの伝道活動によって生まれた教会の協力機関として、1952年、山形福音伝道隊に再組織される。1964年1月15日に山形第一聖書バプテスト教会で、保守バプテスト同盟が創立される。加盟教会の半数以上は山形福音伝道隊の教会であった。その後も、保守バプテスト同盟の中で山形福音伝道隊は活動を続ける。1993年、陶山節子が形福音伝道隊の発展に貢献した功績が認められて、日本福音功労賞を受賞する。